# Marian Tomzik
Marian Tomzik (ur. 1906, zm. 7 listopada 1991) – polski działacz komunistyczny, w okresie PRL sędzia Sądu Najwyższego.

## Życiorys
Urodził się w 1906. Uzyskał wykształcenie podstawowe, pracował jako mechanik samochodowy. W latach 1926–1938 był zaangażowany w działalność komunistyczną w strukturach KPP i KZMP. Od 1939 przebywał w ZSRR. Po II wojnie światowej od maja 1946 był działaczem PPR, działając w powiecie częstochowskim, był delegatem na zjazd zjednoczeniowy, po czym w grudniu 1948 został działaczem PZPR. Następnie działał w Komitecie Wojewódzkim PZPR w Kielcach, potem w Komitecie Łódzkim PZPR.
Podjął działalność w Komisji Specjalnej do Walki z Nadużyciami i Szkodnictwem Gospodarczym, gdzie był przewodniczącym wojewódzkiej delegatury w Łodzi od lipca 1949, po czym członkiem i zastępcą przewodniczącego Komisji od września 1950, od tego roku pracował w Biurze Wykonawczym Komisji. Z rekomendacji Wydziału Administracyjnego KC PZPR od 1 lutego 1953 pełnił stanowisko zastępcy Pierwszego Prezesa Sądu Najwyższego, pełniąc nadzór nad sekcją tajną SN. Ze stanowiska w SN został odwołany wskutek dekretu Ministra Sprawiedliwości z 11 listopada 1956 od 31 marca 1957 w konsekwencji naruszenia praworządności w działalności SN.
Zmarł 7 listopada 1991. Został pochowany na Cmentarzu Wojskowym na Powązkach w Warszawie (kwatera D6-2-13).

## Odznaczenia i ordery
- Order Sztandaru Pracy II klasy (1954)[7]
- Złoty Krzyż Zasługi (1950)[8]